# Hypocrisy/Kataklysm/Disbelief
Hypocrisy/Kataklysm/Disbelief è uno split EP tra i tre gruppi death metal Hypocrisy, Kataklysm e Disbelief, pubblicato nel 2003 da Nuclear Blast.

## Tracce

### Hypocrisy
1. New World - 4:09
2. Eraser - 4:25

### Kataklysm
1. As I Slither - 2:57
2. Serenity in Fire - 4:38

### Disbelief
1. To the Sky - 4:22
2. Spreading the Rage - 4:46